# Mad in Ukraine
«Mad In Ukraine» — другий альбом гурту Mad Heads, який був виданий у 1998 році компанією «Rostok Records». 
У 2004 році платівка була перевидана лейблом «Comp Music».

## Пісні
1. Invasion (Aliens In Town)
2. Radioactive Rock
3. Black Cat
4. Sharks
5. Tram In Lunacy
6. Undertaker's Party
7. Summertime Rock
8. Starbiker
9. Treat Me Bad
10. Come & Be Mine
11. Corrida
12. Chernobilly Beat
13. Ukrainian Horror Show

Перевидання містить два відеокліпи на пісні "Sharks" та "Black Cat".